# طبول الحب
طبول الحب (بالإنجليزية: Drums of Love) هو فيلم أبيض وأسود رومانسي صامت أمريكي صدر عام 1928 من إخراج ديفيد غريفيث وبطولة ماري فيلبين ولايونيل باريمور ودون ألفارادو. تم تصوير نهايتين للفيلم إحداهما سعيدة والأخرى حزينة. توجد نسخة من فيلم طبول الحب في مجموعات مكتبة الكونجرس ومتحف جورج إيستمان.

## ملخص الفيلم
بعد أن تكتشف الأميرة إيمانويلا أن والدها وممتلكاته في خطر، تنقذ حياته بالزواج من الدوق كاثوس دي ألفيا، وهو أحدب أحدب غريب الأطوار. وهي في الواقع واقعة في حب ليوناردو، شقيقه الأصغر الجذاب. لقد كانا على علاقة غرامية قبل الزواج، لكنهما يستمران في لقاء بعضهما البعض سراً. في النهاية، يكتشف كاثوس خيانة زوجته ويطعن كلًا من زوجته وأخيه حتى الموت.

## طاقم التمثيل
- ماري فيلبين بدور الأميرة إيمانويلا
- ليونيل باريمور بدور الدوق كاثوس دي ألفيا
- دون ألفارادو بدور الكونت ليوناردو دي ألفيا
- تالي مارشال بدور بوبي
- ويليام أوستن بدور ريموند من بوسطن
- يوجيني بيسيرر بدور الدوقة دي ألفيا
- تشارلز هيل مايلز دوق جرانادا
- روز ماري كوبر بدور الخادمة
- جويس كواد بدور الأخت الصغيرة

## روابط خارجية
- طبول الحب  في قاعدة بيانات الأفلام على الإنترنت (بالإنجليزية)